# Velim (stacja kolejowa)
Velim – stacja kolejowa w miejscowości Velim, w kraju środkowoczeskim, w Czechach. Położona na linii kolejowej 011 Praga - Kolín na wysokości 200 m n.p.m.. Od stacji odchodzi bocznica na Tor doświadczalny Velim.
Na stacji istnieje możliwość zakupu biletów i rezerwacji miejsc na wszystkie pociągi.

## Linie kolejowe
- 011 Praha - Kolín